# Шанталь Броке
Шанталь Броке (фр. Chantal Broquet; нар. 1953) — французька актриса. Свою кар'єру присвятила експлуатаційному кіно, яке змішує жанри фільму жахів та еротику. Вона знімалася у режисерів П'єра Шевальє, Клода Пірсона та Хесуса Франко. Вона з'являється у фільмах разом із такими актрисами, як Сандра Жульєн, Джильда Арансіо та Ліна Ромай, і десять разів ділила екран зі своєю сестрою Алісою Арно. Найчастіше обмежуючись другорядними ролями, вона пішла на пенсію в 1975 році після появи порнохардкору.

## Фільмографія
- 1968: «Наталі, кохання прокидається, режисер» П'єр Шевальє;
- 1969: «Торгівля дівчатами, режисер» Жан Малей;
- 1971: «Заміжня жінка шукає молодого чоловіка», режисер Хуан Ксіол;
- 1972: «Відпусти сук», режисер Бернар Лонуа;
- 1972: «Жюстін де Сад», режисер Клод Пірсон;
- 1973: «Макіста проти цариці амазонок», режисер Хесус Франко;
- 1973: «Ненажери» (або Еротичні подвиги Макісти в Атлантиді), режисер Хесус Франко;
- 1973: «Непристойне дзеркало», режисер Хесус Франко;
- 1973: «Les Gourmandines», режисер Гай Пероль;
- 1974: «Чоловіки радості для порочних жінок», режисер П'єр Шевальє;
- 1975: «Пожирач», режисер Андре Тешейра;
- 1975: «Оргії Золотого салуну», Жільбера Русселя.